# رولر دربی

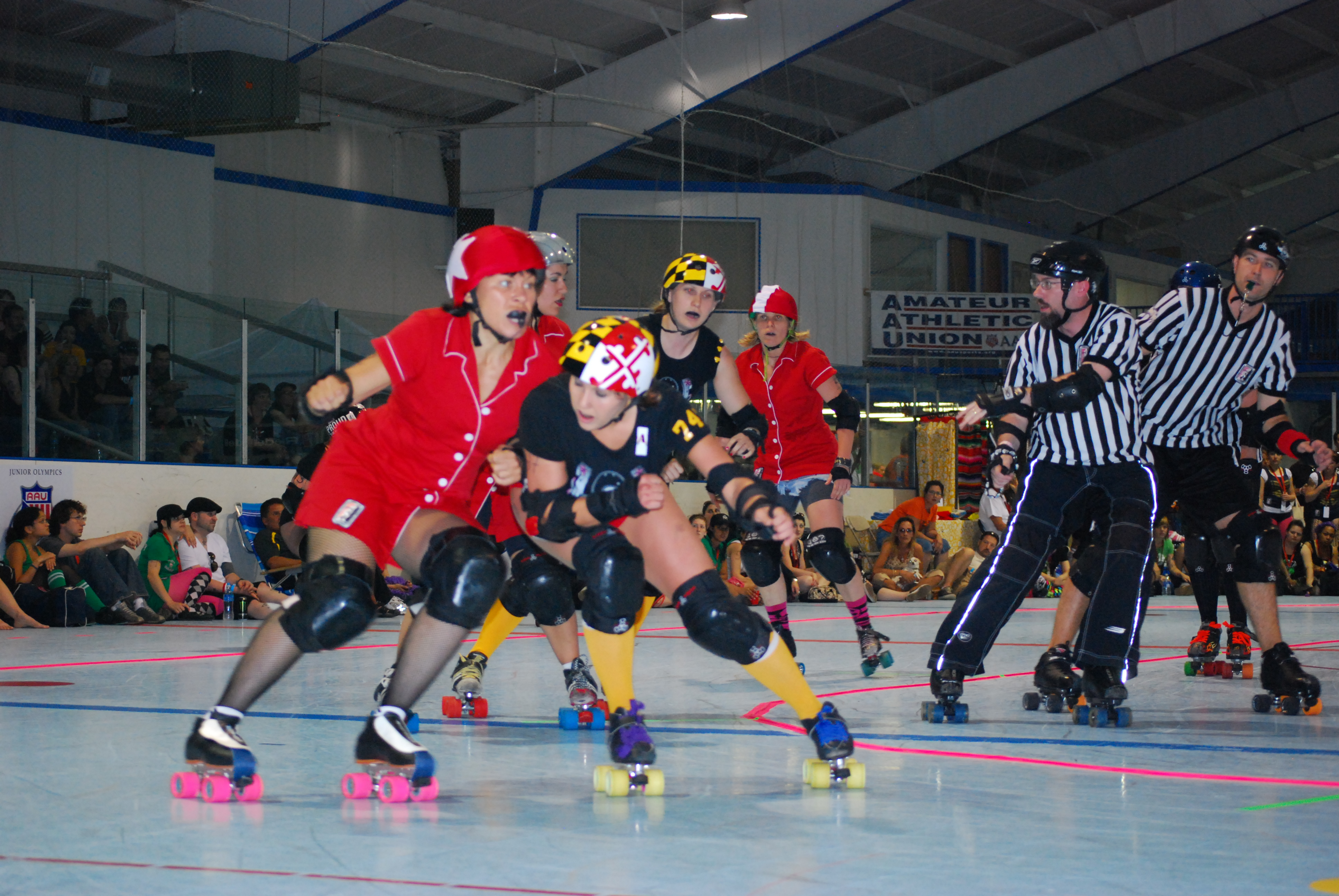
یک بازی رولر دربی.

رولر دربی (به انگلیسی: Roller derby) ورزش تیمی متشکل از دو تیم است که هر تیم شامل ۵ بازیکن می‌شود. نزدیک به ۱۲۵۰ لیگ آماتور رولر دربی وجود دارد که نیمی از آن‌ها در خارج از ایالات متحده برگزار می‌شود. 